# Campdàsens (Sitges)
Campdàsens és el nom d’una quadra i llogaret de poblament disseminat a una vall dins l'interior del massís del Garraf al terme municipal de Sitges (Garraf). Compta amb una torre de defensa quadrangular de 10 m d'alçada, documentada l'any 1097 i modificada al segle xvi, una ermita del segle xix i unes masies.

## Descripció

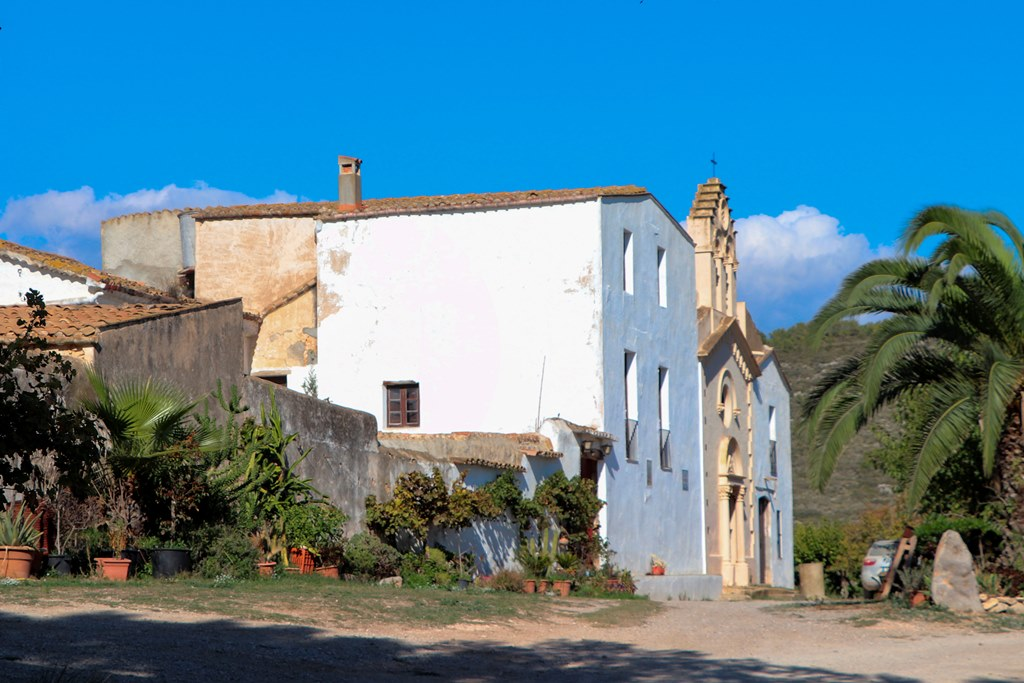
La quadra de Campdàsens

Documentat des del 1097, Campdàsens és troba dins de la dolina de la Plana de Campdàsens a cavall entre Can Lluçà i el Castell de Campdàsens. La seva toponímia consta des del segle XI i significa camp d’ases (Campus asinorum), camp on pasturaven els ases o lloc on s'enterraven els ases morts. Llavors el territori era de propietat reial i en van ser feudataris Bernat de Centelles i Bernat de Fonollar. L’any 1385 el rei Pere el Cerimoniós va comprar la jurisdicció de la vila de Sitges, juntament amb la quadra de Campdàsens.